# Impatiens densifolia
Impatiens densifolia är en balsaminväxtart som först beskrevs av Schulze och Wilczek, och fick sitt nu gällande namn av Grey-wilson. Impatiens densifolia ingår i släktet balsaminer, och familjen balsaminväxter. Inga underarter finns listade i Catalogue of Life.